# Zərifə Əliyeva

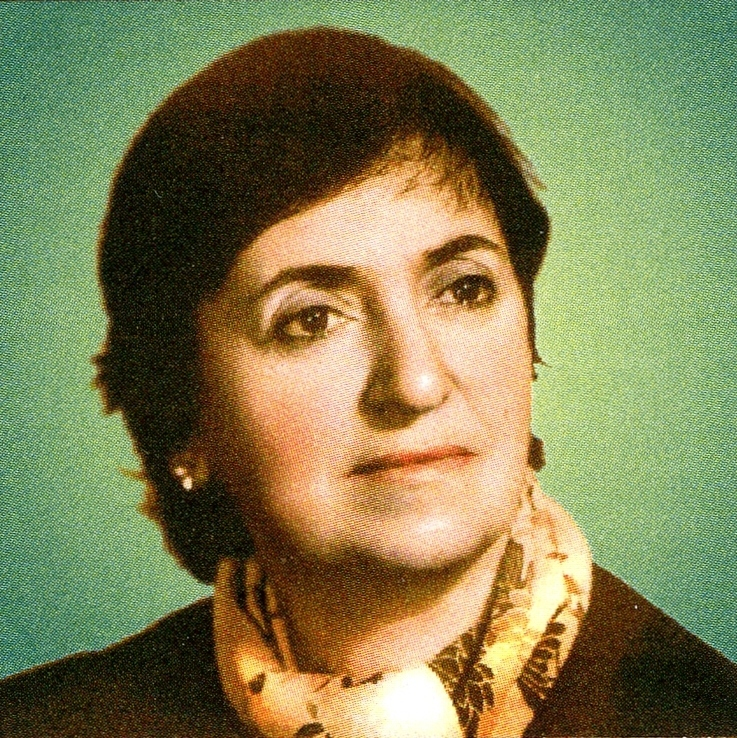
Zərifə Əliyeva

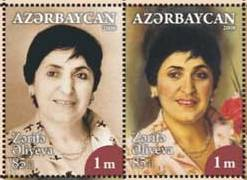
Briefmarke von 2008

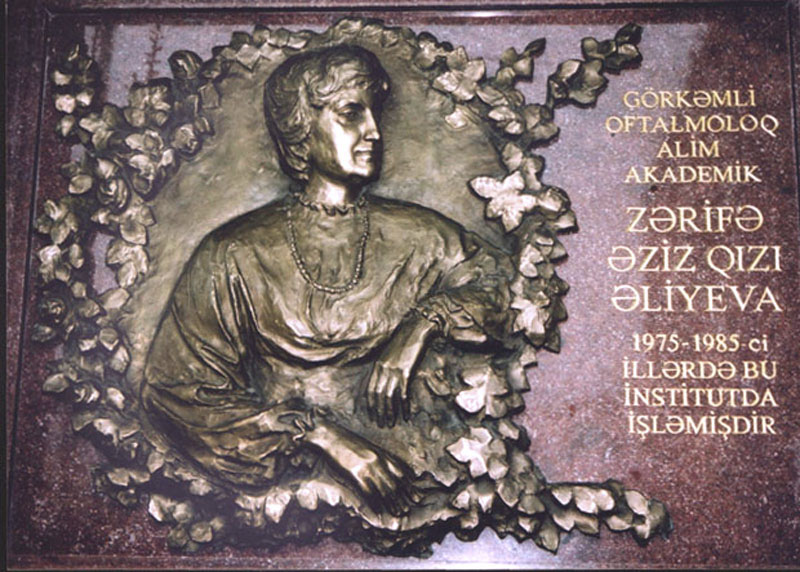
Wandrelief am Institut für Physiologie des A.I. Garayev-Instituts der Nationalen Akademie der Wissenschaften von Aserbaidschan, wo Zərifə Əliyeva arbeitete

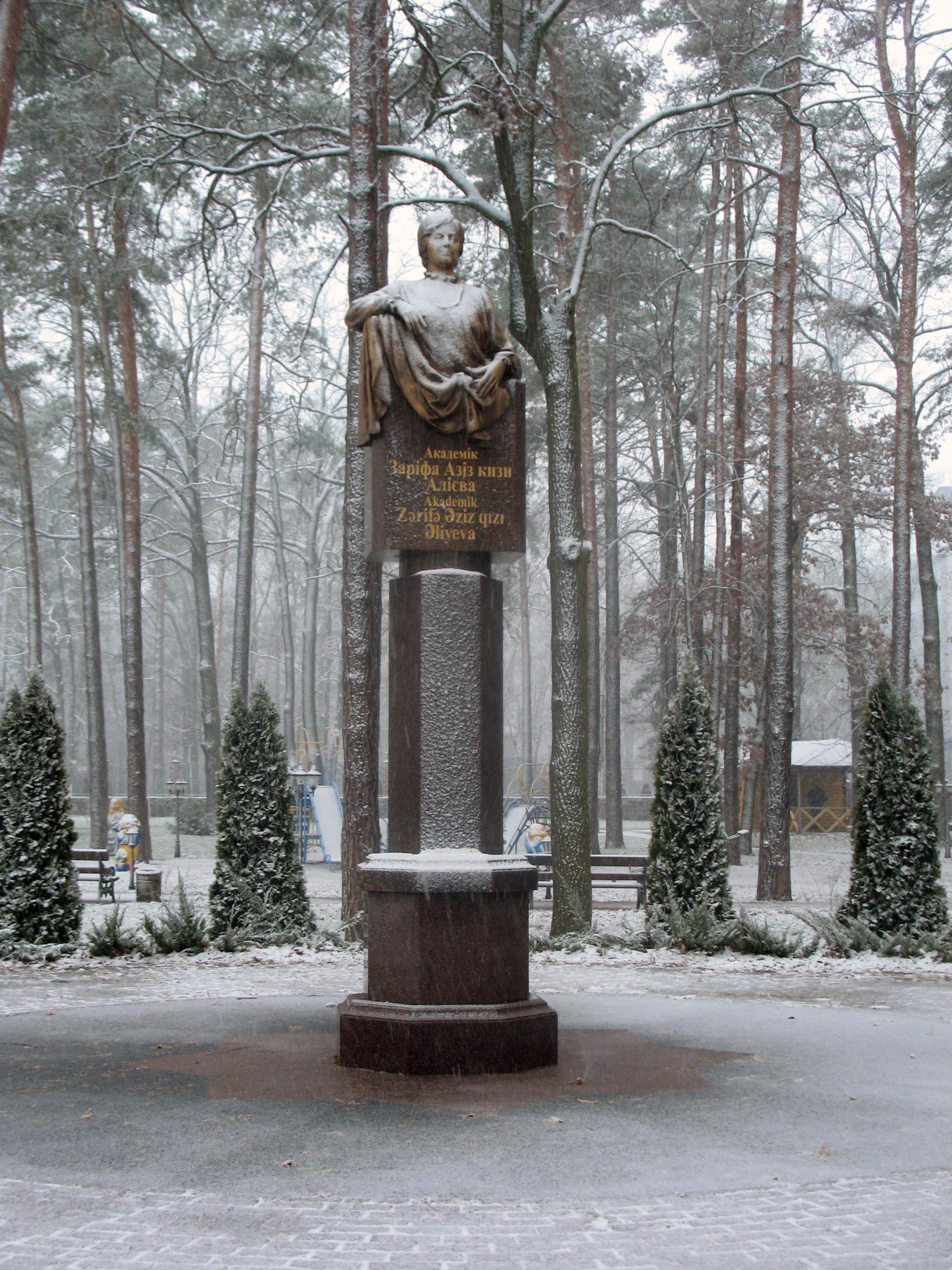
Freundschaftspark benannt nach Zərifə Əliyeva, Ukraine

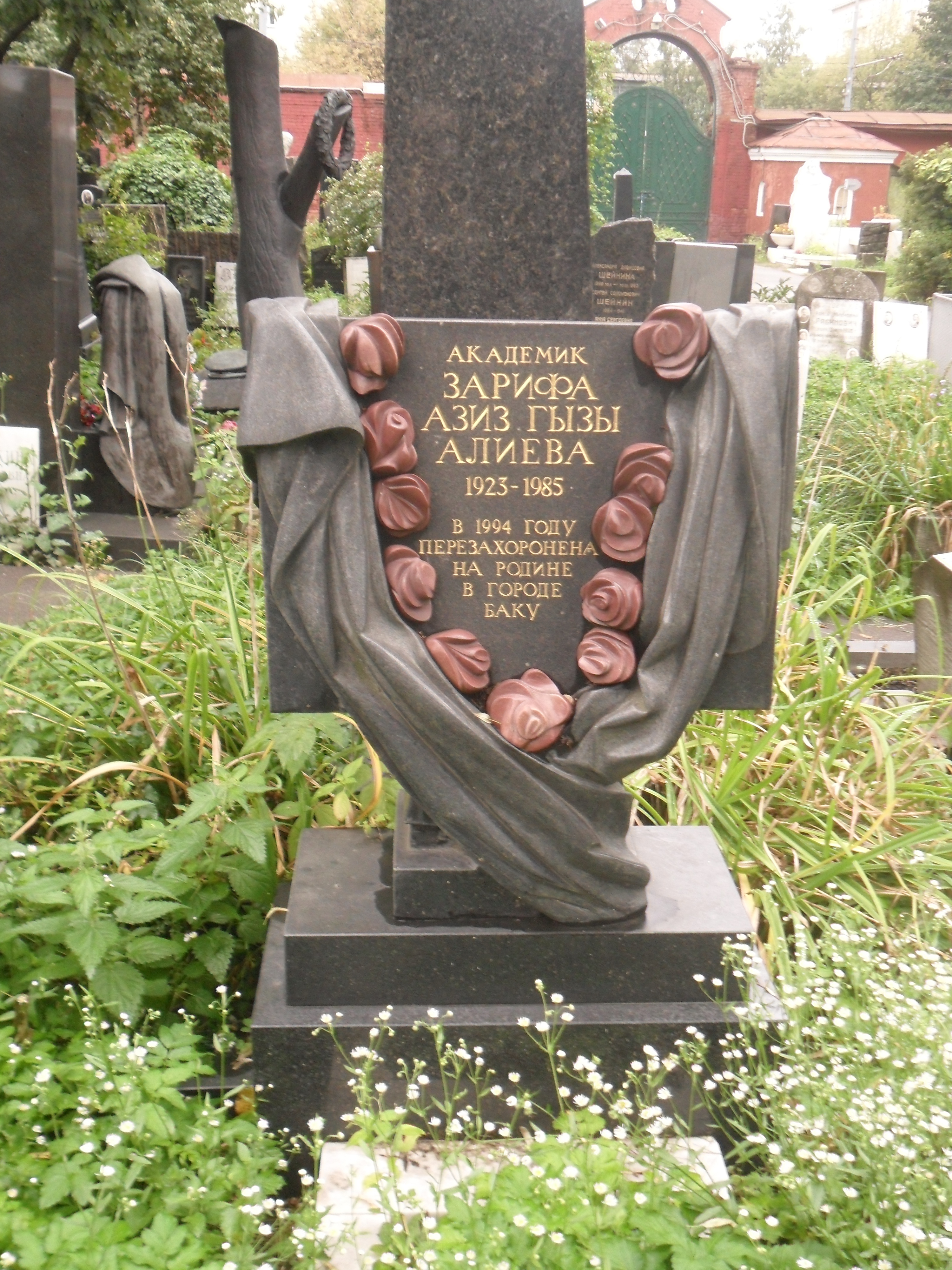
Denkmal an der Stelle der Erstbestattung von Zərifə Əliyeva auf dem Nowodewitschi-Friedhof in Moskau

Zərifə Əliyeva (aserbaidschanisch Zərifə Əziz qızı Əliyeva, * 18. April 1923 in Şahtaxtı, Şərur, AsSSR; † 15. April 1985 in Moskau, RSFSR) war eine aserbaidschanische Augenärztin, Akademikerin der Nationalen Akademie der Wissenschaften Aserbaidschans und Professorin.

## Leben
Zərifə Əliyeva war die Ehefrau des dritten Präsidenten von Aserbaidschan, Heydər Əliyev, und die Mutter des vierten Präsidenten von Aserbaidschan, İlham Əliyev. Əliyeva wurde 1923 im Dorf Şahtaxtı, Şərur, geboren. Ihr Vater war Aziz Aliyev, Volkskommissar für das Gesundheitswesen der Aserbaidschanischen SSR und später der erste Sekretär des Oblastkomitees der Kommunistischen Partei in Dagestan. Im Jahr 1948 heiratete sie Heydər Əliyev. Am 12. Oktober 1955 wurde ihre Tochter Sevil und am 24. Dezember 1961 ihr Sohn İlham geboren. Im Jahr 1982 lebte sie mit ihrer Familie in Moskau. Der Leichnam von Zərifə Əliyeva, die am 15. April 1985 in Moskau starb, wurde 1994 vom Nowodewitschi-Friedhof in Moskau nach Baku gebracht und in der Ehrenallee neben dem Grab ihres Vaters beigesetzt.

## Medizinische Tätigkeit
Əliyeva hat sich Verdienste um die Entwicklung der Augenheilkunde in Aserbaidschan erworben. Sie entwickelte und führte neue Methoden zur Behandlung von Augenkrankheiten ein. Sie war die Autorin von 14 Monographien, hunderten von Forschungsarbeiten und 12 Rationalisierungsvorschlägen.

## Veröffentlichungen
- Anatomisch-physiologische Merkmale des hydrodynamischen Systems des Auges.
- Altersbedingte Veränderungen in den Augen- und Sehnervengängen: (Morfohistochemische Forschungen) (Co-Autor). Baku, 1980.
- Professionelle Pathologie des Augenlichts (Co-Autorin) 1988.
- Moderne chirurgische Methoden bei der Behandlung von Epiphora.
- Physiologie der Tränenflüssigkeit.
- Schonende Chirurgie bei der Behandlung der Tränenwege.[3]

## Würdigung
Über ihrem Grab in der Ehrenallee wurde eine Bronzestatue errichtet. Das Institut für Ophthalmologie in Baku und die Poliklinik der Stadt Nachitschewan sind nach ihr benannt. Ein nach ihr benannter Erholungspark wurde im Bezirk Binəqədi von Baku errichtet. In Baku und Nachitschewan ist eine Straße nach Zərifə Əliyeva benannt. Es gibt auch ein nach Zərifə Əliyeva benanntes Gymnasium im Stadtbezirk Yasamal.